# T1419 (nhóm nhạc)
T1419 (tiếng Hàn: 티일사일구, viết tắt của "Teen 1419") là một nhóm nhạc nam Hàn-Nhật được thành lập vào năm 2021 dưới sự quản lí của MLD Entertainment. Nhóm bao gồm 9 thành viên: Noa, Sian, Kevin, Gunwoo, Leo, On, Zero, Kairi và Kio. Tháng 1 năm 2021, T1419 ra mắt đĩa đơn đầu tay là Before Sunrise Part. 1.

## Lịch sử

### 2020 – nay: Khởi đầu với loạt albumBefore Sunrise
Vào ngày 13 tháng 10 năm 2020, MLD Entertainment thông báo hợp tác với NHN Entertainment Corporation và Sony Music để ra mắt một nhóm nhạc nam mới vào tháng 12 cùng năm. Nhóm sẽ ra mắt tại Hàn Quốc, Nhật Bản và Hoa Kỳ. MLD đã ký thỏa thuận đối tác kinh doanh với ICM Partners để nhóm hoạt động tại Hoa Kỳ. Ngày hôm sau, một bức ảnh teaser bao gồm các thành viên được đăng tải.
Vào ngày 11 tháng 1 năm 2021, T1419 ra mắt với album đơn đầu tay là Before Sunrise Part. 1 cùng với đĩa đơn chính "Asurabalbalta".
Vào ngày 31 tháng 3 năm 2021, nhóm trở lại với đĩa đơn thứ hai Before Sunrise Part. 2 cùng đĩa đơn chính là "Exit".
Vào ngày 23 tháng 8 năm 2021, T1419 phát hành đĩa đơn thứ ba, Before Sunrise Part. 3, và đĩa đơn chính "Flex".

## Các thành viên
| Nghệ danh | Nghệ danh | Tên khai sinh  | Tên khai sinh | Tên khai sinh | Ngày sinh  | Quốc tịch |
| --------- | --------- | -------------- | ------------- | ------------- | ---------- | --------- |
| Latinh    | Hangul    | Latinh         | Hangul        | Trung         | Ngày sinh  | Quốc tịch |
| Noa       | 노아      | Song Yu Bin    | 송유빈        |               | 02/08/2000 | Hàn Quốc  |
| Sian      | 시안      | Choi Chang Min | 최창민        |               | 01/03/2001 | Hàn Quốc  |
| Kevin     | 케빈      | Baek Seung Min | 백승빈        |               | 08/04/2001 | Hàn Quốc  |
| Gunwoo    | 건우      | Kim Gun Woo    | 김건우        |               | 28/05/2002 | Hàn Quốc  |
| On        | 온        | Choi Ju Hwan   | 최주환        |               | 2002       | Hàn Quốc  |
| Zero      | 제로      | Shota Nasukawa | 名須川将太    |               | 20/01/2003 | Nhật Bản  |
| Kairi     | 카이리    | Imai Kairi     | 今井魁里      |               | 03/2003    | Nhật Bản  |
| Leo       | 레오      | Reio Hayase    |               | 早瀬怜央      | 08/10/2002 | Nhật Bản  |
| Kio       | 키오      | Udo Musashi    |               | 有働武蔵      | 2004       | Nhật Bản  |

## Đĩa đệm

### Album đơn
| Tiêu đề                | Chi tiết album | Xếp hạng cao nhất | Doanh số      |
| Tiêu đề                | Chi tiết album | KOR               | Doanh số      |
| ---------------------- | --- | ----------------- | ------------- |
| Before Sunrise Part. 1 | - Phát hành: 11 tháng 1, 2021 - Nhãn: MLD Entertainment, Sony Music - Định dạng: CD, tải xuống kỹ thuật số Bài hát: 1. "Asurabalbalta" (아수라발발타) 2. "Butt Out" 3. "Asurabalbalta" (Inst.) (아수라발발타) | 8                 | - KOR: 16,922 |
| Before Sunrise Part. 2 | - Phát hành: 31 tháng 3, 2021 - Nhãn: MLD Entertainment, Sony Music - Định dạng: CD, tải xuống kỹ thuật số Bài hát 1. "Exit" 2. "Dracula" 3. "Exit" (Inst.)                                                   | 7                 | - KOR: 26.496 |
| Before Sunrise Part. 3 | - Phát hành: 23 tháng 8, 2021 - Nhãn: MLD Entertainment, Sony Music - Định dạng: CD, tải xuống kỹ thuật số Bài hát 1. "FLEX" 2. "은닉(Get the Bomb)" 3. "FLEX (Inst.)"                                        | 11                | - KOR: 23,833 |

### Đĩa đơn
| Tiêu đề                         | Năm  | Album                  |
| ------------------------------- | ---- | ---------------------- |
| "Dracula"                       | 2020 | Before Sunrise Part. 2 |
| "Asurabalbalta" (아수라발발타 ) | 2021 | Before Sunrise Part. 1 |
| "Exit"                          | 2021 | Before Sunrise Part. 2 |
| "Flex"                          | 2021 | Before Sunrise Part. 3 |

## Chương trình tham gia

### Truyền hình thực tế
| Năm      | Tiêu đề  | Mạng lưới | Ghi chú                                 | Tham khảo |
| -------- | -------- | --------- | --------------------------------------- | --------- |
| Năm 2020 | Daily Us | YouTube   | Ra mắt chương trình truyền hình thực tế | [ 11 ]    |

| Lễ trao giải     | Năm  | Hạng mục                     | Nhóm  | Kết quả |
| ---------------- | ---- | ---------------------------- | ----- | ------- |
| Asia Artis Award | 2021 | Nhóm nhạc nam được yêu thích | T1419 | -       |

1. ↑  Jeon, Hyo-jin (ngày 13 tháng 10 năm 2020). "모모랜드 소속사, NHN·소니뮤직과 함께 보이그룹 론칭". OSEN (bằng tiếng Hàn). Truy cập ngày 13 tháng 10 năm 2020.
2. ↑  Ham, Na-yan (ngày 10 tháng 10 năm 2020). "'모모랜드 소속사' MLD, 12월 데뷔 新보이그룹 티저 오픈..특급 비주얼 '기대감 UP'". Chosun (bằng tiếng Hàn). Bản gốc lưu trữ ngày 28 tháng 4 năm 2021. Truy cập ngày 10 tháng 10 năm 2020.
3. ↑  "MLD on Twitter (ngày 17 tháng 10 năm 2020)". Lưu trữ bản gốc ngày 28 tháng 4 năm 2021. Truy cập ngày 23 tháng 2 năm 2021.
4. ↑  Jeong, Hee-yeon (ngày 11 tháng 1 năm 2021). "[DA:투데이] T1419 데뷔, '아수라발발타' 발표 (종합)". Sports Donga (bằng tiếng Hàn). Truy cập ngày 11 tháng 1 năm 2021.
5. ↑  Lee, Seung-hoon (ngày 19 tháng 3 năm 2021). "T1419, 새 앨범 컴백 스케줄러 오픈..'완성형 신인' 대세 행보ing [공식]". Osen (bằng tiếng Hàn). Lưu trữ bản gốc ngày 28 tháng 4 năm 2021. Truy cập ngày 19 tháng 3 năm 2021.
6. ↑  이승훈. "T1419, '글로벌 핫루키'의 귀환..23일 컴백→확장된 세계관 예고 [공식]". n.news.naver.com (bằng tiếng Hàn). Truy cập ngày 1 tháng 11 năm 2021.
7. ↑  "Gaon Album Chart". Lưu trữ bản gốc ngày 26 tháng 3 năm 2015. Truy cập ngày 23 tháng 2 năm 2021.
8. ↑  "February 2021 Album Chart". Gaon Music Chart (bằng tiếng Hàn). Lưu trữ bản gốc ngày 8 tháng 12 năm 2017. Truy cập ngày 16 tháng 3 năm 2021.
9. ↑  2021년 4월 Album Chart [April 2021 Album Chart]. Gaon Music Chart (bằng tiếng Hàn). Lưu trữ bản gốc ngày 8 tháng 4 năm 2021. Truy cập ngày 6 tháng 5 năm 2021.
10. ↑  "국내 대표 음악 차트 가온차트!". gaonchart.co.kr. Truy cập ngày 1 tháng 11 năm 2021.
11. ↑  Jeon, Hyo-jin (ngày 10 tháng 11 năm 2020). "'데뷔' T1419, 16일 웹예능 '데일리어스' 론칭". Sports Donga (bằng tiếng Hàn). Truy cập ngày 10 tháng 11 năm 2020.